# Kateřina z Hennebergu
Kateřina z Hennebergu (1334?, Schleusingen – 15. července 1397, Míšeň) byla hraběnka z Hennebergu a sňatkem od roku 1347 míšeňskou markraběnkou a durynskou lankraběnkou.

## Život
Narodila se jako druhá ze čtyř dcer hraběte Jindřicha IV. z Hennebergu-Schleusingenu a jeho manželky Judity Braniborsko-Salzwedelské. Provdala se za Fridricha III. Míšeňského a rod Wettinů tak zdědil franské majetky jejího otce.
Při přechodu oblasti Coburg od rodu Hennebergů k rodu Wettinů však došlo ke komplikacím. Závěť Jindřicha IV. zajistila část území jeho manželky jako dědictví manželce a dcerám a zbytek bývalého hrabství Henneberg jeho bratru Janovi. Tak byl majetek Hennebergů rozdělen. Jedním z důsledků ženského následnictví bylo, že po smrti Jindřicha IV. v roce 1347 nemohli jeho zeťové okamžitě dědit; to umožnila až smrt Judita Braniborské 1. února 1353. O osm dní později, 9. února 1353, se Fridrich Míšeňský objevil u císařského dvora Karla IV. v Praze, aby mu byla udělena oblast kolem Coburgu.
Složitá dědická pravidla neodpovídala očekáváním Kateřinina tchána Fridricha Vážného. To se odráží v epizodě v dochované kronice, která vypráví, jak byla Kateřina poslána zpět domů, když se nepodařilo dodat její věno. Jiný příběh z Kateřinina života říká, že poté, co její prvorozený syn brzy zemřel, nosila pouze černé šaty a zřekla se všech šperků, dokud se jí nenarodil další syn. Oba příběhy jsou pravděpodobně legendy, ale poukazují na dvě neobvyklé okolnosti: neobvyklé nástupnictví a 20 let mezi jejím sňatkem a narozením dědice. Mezi lety 1370 až 1380 pak porodila tři přeživší syny:
- Fridrich I. Saský (1370–1428)
- Vilém II. Míšeňský (1371–1425)
- Jiří Míšeňský (?–1402)

### Regentka
Když její manžel v roce 1381, byli synové ještě nezletilí. V souladu s manželovou poslední vůlí se Kateřina ujala jejich poručnictví a vládla až do své smrti svým vlastním územím Coburg a Weißenfels a společně se syny území podél střední Sály a mezi Sálou a Muldou, které získali při dělení v Chemnitz v roce 1382.
Jako durynská lankraběnka a míšeňská markraběnka zpečeťovala mnoho listin a za tím účelem měla vlastní pečeť. Za vdovské sídlo si vybrala Coburg, kde žila i její matka, Judita Braniborská. Často tam pobývala i během života manžely, který často cestoval.
Na Kateřinu je pamatováno také tím, že objednala u Heinricha von Vippacha knížecí zrcadlo Katherina divina.
Kateřina zemřela 15. července 1397 asi ve věku 63 let v Míšni. Pochována byla v klášteře Altzella u Nossenu.